# 세이무리아목
세이무리아목(Seymouriamorpha 세이무리아모르파[*])은 덩치는 작지만 페름기에 세계적으로 널리 분포했던 네발동물들의 목이다. 대체로 파형류로 분류되고 거의 대부분의 고생물학자들이 여기에 동의하지만, 일부 이의를 제기하는 학자들도 있다.